# Lost and Found (Dardust)
Lost and Found è un singolo del musicista italiano Dardust, pubblicato il 3 marzo 2017.

## Tracce
Download digitale
1. Lost and Found (feat. Davide Rossi) – 3:46

Download digitale – versione solista
1. Lost and Found – 3:44